# Syntrichia bogotensis
Syntrichia bogotensis là một loài Rêu trong họ Pottiaceae. Loài này được (Hampe) Mitt. ex R.H. Zander miêu tả khoa học đầu tiên năm 1993.